# Sphyrna tiburo
Sphyrna tiburo (Акула-молот дрібноголова) — вид акул родини Акули-молоти (Sphyrnidae) ряду Кархариноподібні (Carcharhiniformes).

## Опис
У акули широка голова у формі лопати. З усіх членів роду Акула-молот (Sphyrna) у неї найменший «молот». Забарвлення сіро-коричневе, черево світліше. Це одна з найменших молотоголових акул, її розмір в середньому становить 0,8 і, максимальна довжина 1,5 м, вага 10,8 кг. У Sphyrna tiburo в передній частині рота розташовані дрібні зуби, які служать для захоплення м'якої здобичі, а в глибині щелеп зуби плоскі і широкі, якими вона подрібнює твердий панцир жертви.

## Поширення
Цей вид мешкає в західній частині Атлантичного океану біля берегів американського континенту між 45 ° пн.ш. і 36 ° пд.ш., де температура води вище 21 °C. Sphyrna tiburo зустрічається біля узбережжя південної частини Бразилії, Північної Кароліни, у Мексиканській затоці і Карибському басейні. У східній частині Тихого океану вона мешкає від південної Каліфорнії до Еквадору.

## Спосіб життя
Sphyrna tiburo є активним хижаком, який тримається невеликими зграями від 5 до 15 особин. Є непідтверджені повідомлення про зграї з кількох сотень і навіть тисяч акул. Молот-риби знаходяться в постійному русі, слідуючи змінам температури води. Переставши рухатися акула тоне, оскільки вона має найбільш негативну плавучість серед морських хребетних. Подібно іншим акулам для виявлення жертви вони використовують електрорецепцію. Зір розвинений слабо.

## Розмноження
Подібно іншим представникам роду акул-молотів, Sphyrna tiburo є живородящими; ембріони, що розвиваються отримують живлення за допомогою плацентарного зв'язку з матір'ю, утвореної спорожнілим жовчним мішком. Вони досягають статевої зрілості у розмірі 80-90 см. У приплоді 6-9 дитинчат. Пологи відбуваються в кінці літа і початку осені. Період вагітність дуже короткий, всього 4-5 місяців. Розмір новонароджених близько 35-40 см. Максимальна тривалість життя 12 років.
Молот-риби звичайно розмножуються статевим шляхом. Самиця злучається з самцем і народжує від 8 до 12 дитинчат. Однак в 2001 р. самиця, яка містилась в зоопарку штату Небраска (США) окремо від самця, народила одне акуленятко. Аналіз ДНК показав, що акуленя розвинувся з незаплідненої яйцеклітини і був генетично ідентичний своєї матері. Це було справжнє «непорочне зачаття», яке раніше не спостерігалося у хрящових риб. Молот-риби часто зустрічаються великими зграями, але якщо самиця не може знайти самця, у неї починає діяти механізм самостійного відтворення дитинчат.